# جاده ئی۵۸۱ اروپا
جاده ئی۵۸۱ اروپا (به انگلیسی: European route E581) یکی از جاده‌های درجه ۲ قاره اروپا است.
این جاده از شهر مرششت (رومانی) شروع شده و در شهر اودسا (اوکراین) به پایان می‌رسد.